# اچ‌ام‌اس گلوورم (اچ۹۲)
اچ‌ام‌اس گلوورم (اچ۹۲) (به انگلیسی: HMS Glowworm (H92)) یک کشتی بود که طول آن ۳۲۳ فوت (۹۸٫۵ متر) بود. این کشتی در سال ۱۹۳۵ ساخته شد.